# Buste de Balzac (Alexandre Falguière)
Pour les articles homonymes, voir Buste et Balzac.
Le buste de Balzac est une buste en marbre de l'écrivain Honoré de Balzac (auteur de La Comédie humaine) sculpté en 1899 par Alexandre Falguière, et exposé en particulier dans sa maison-musée de Balzac du 16e arrondissement de Paris.

## Histoire
Issu de l'école des beaux-arts et des sciences industrielles de Toulouse, puis sculpteur pour Albert-Ernest Carrier-Belleuse, Jean-Louis Chenillion, puis François Jouffroy, Alexandre Falguière est lauréat (avec Léon Cugnot) du premier grand prix de Rome de sculpture en 1859, puis pensionnaire entre 1860 et 1864 de la villa Médicis à Rome, avant d'être nommé en 1882, professeur des Beaux-Arts de Paris, et membre élu de l'Académie des beaux-arts de Paris. 

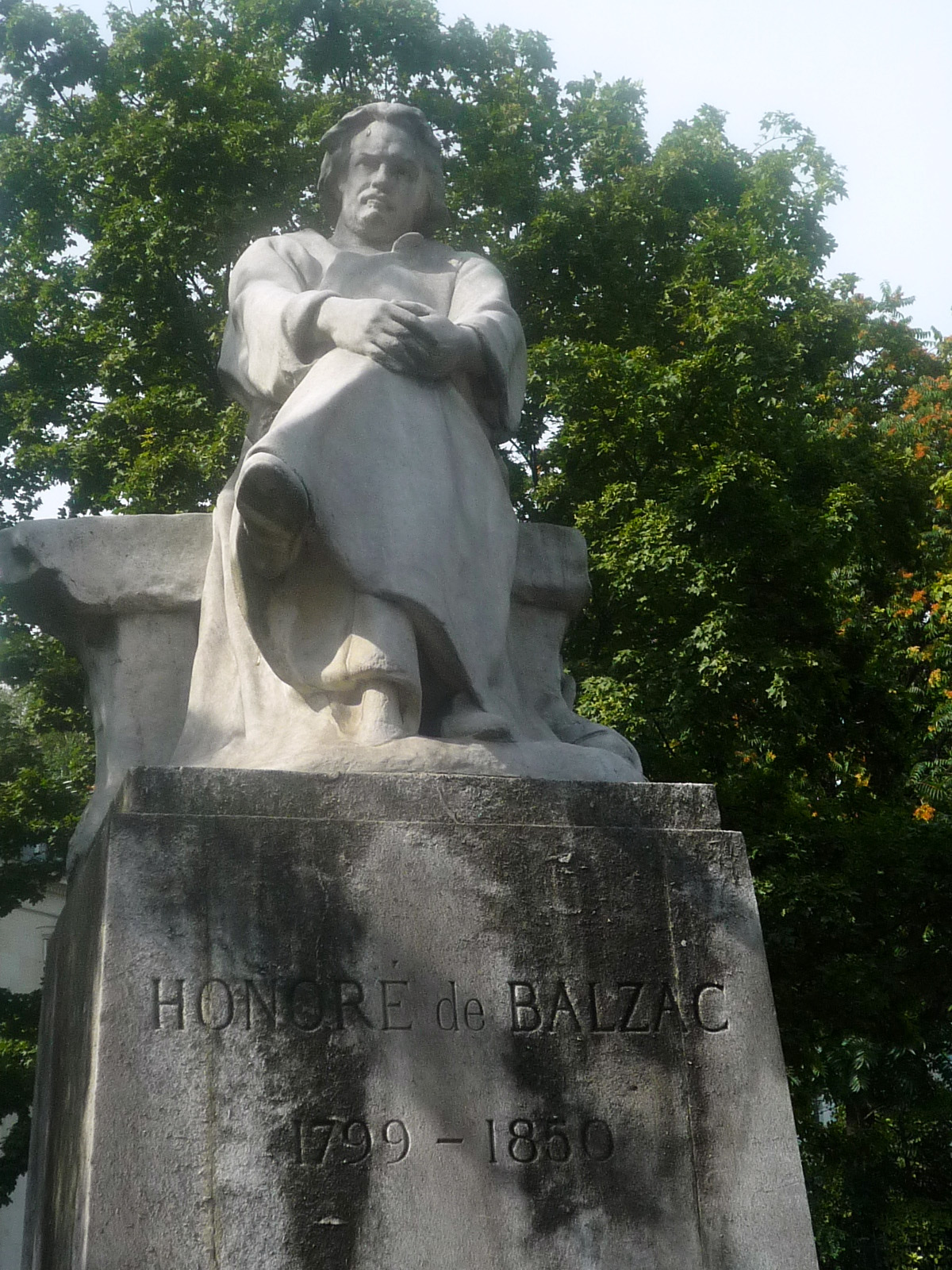
Statue assise de Balzac (1902)
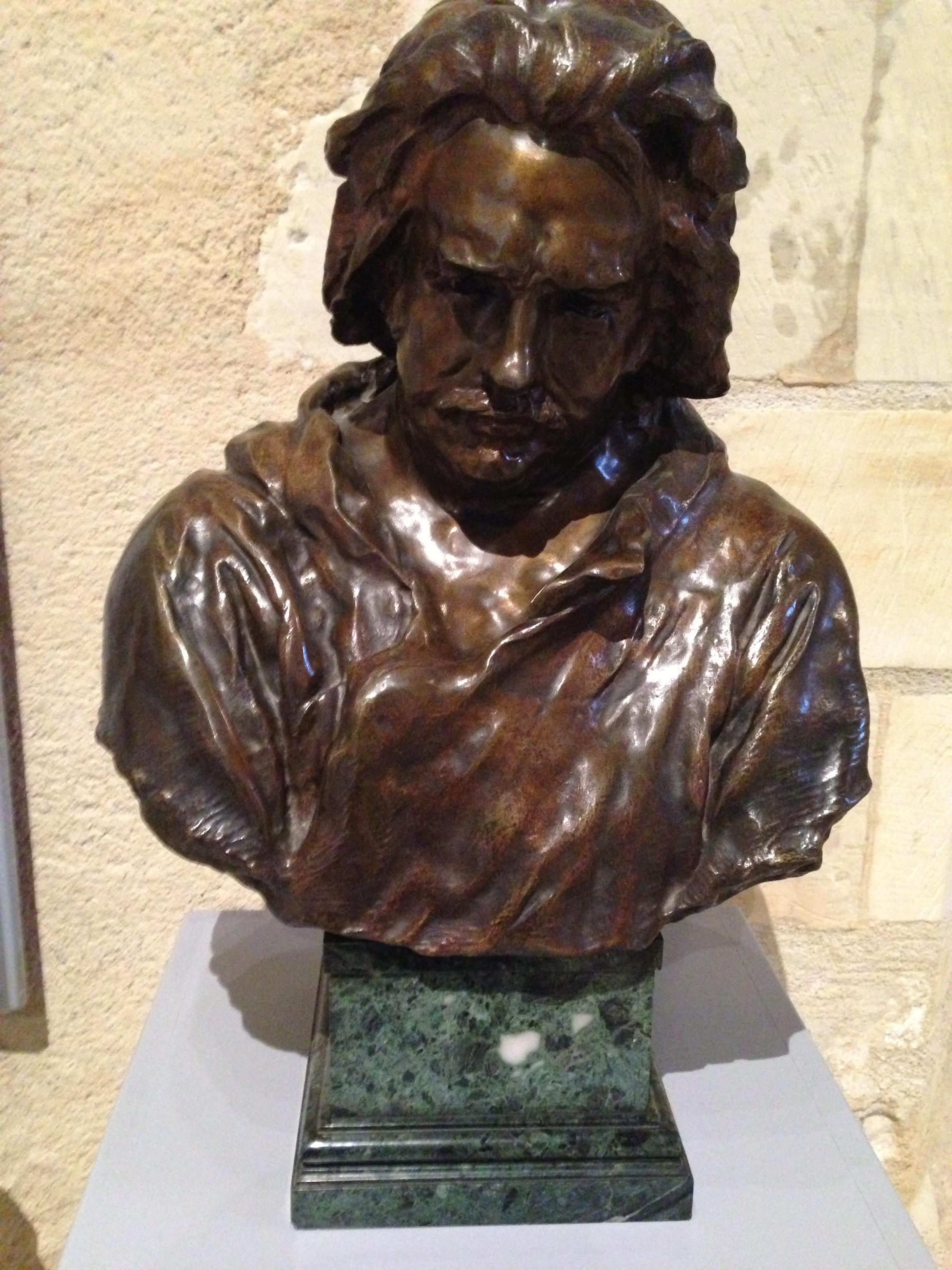
Château de Saché (Touraine)
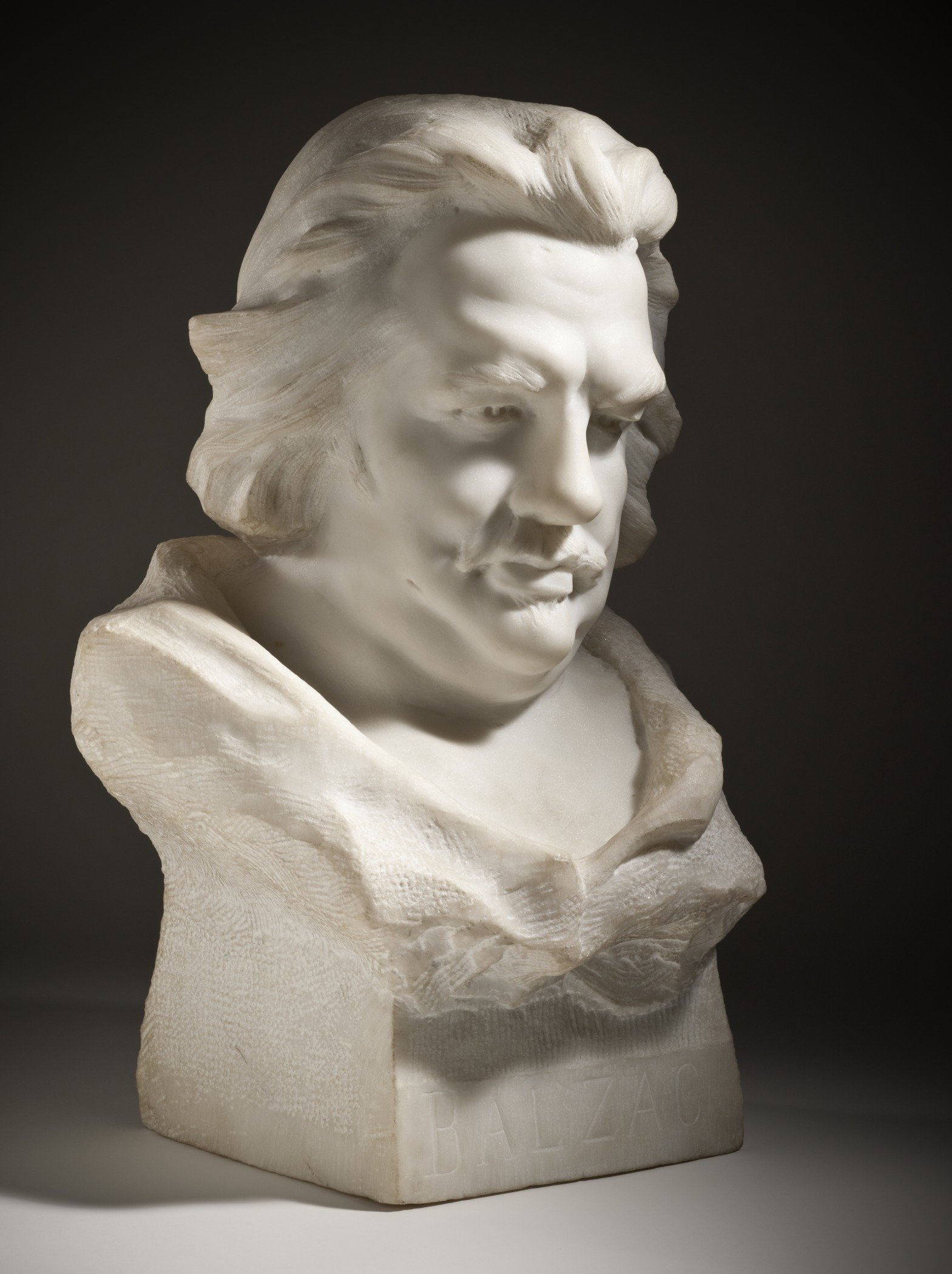
Musée d'Art du comté de Los Angeles
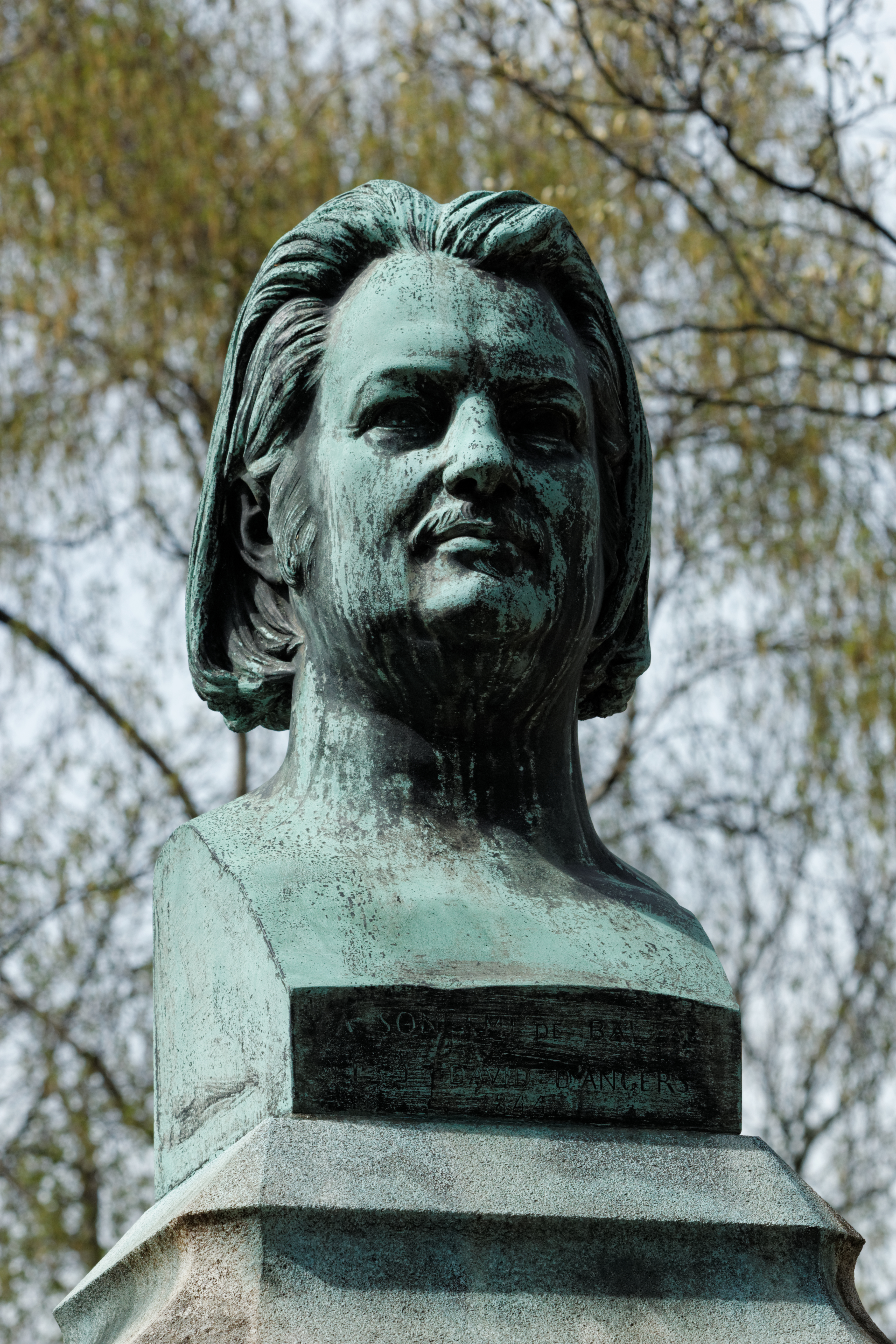
Par Pierre-Jean David d'Angers (1844)

Falguière reçoit en 1898 la commande du Monument à Balzac de la Société des gens de lettres de Paris (présidée par Émile Zola) après leur rejet critique du monument à Balzac d'Auguste Rodin,. L'« affaire du Balzac de Rodin » provoque à l'époque un vif scandale médiatique controversé. 
La Statue assise de Balzac, d'Alexandre Falguière (1831-1900) est achevée par son élève Laurent Marqueste, et inaugurée en 1902 sur la place Georges-Guillaumin du 8e arrondissement de Paris.
Une variante du buste (plus jeune) réalisée en 1844 par Pierre-Jean David d'Angers surmonte le monument funéraire de Balzac (1799-1850) du cimetière du Père-Lachaise de Paris.  

## Musées et lieux d'exposition
Quelques duplications en marbre ou en bronze, sont exposées entre autres : 
- Maison-musée de Balzac du 16e arrondissement de Paris.
- Château de Saché en Touraine
- Musée d'Art du comté de Los Angeles en Californie.
- Statue assise de Balzac, place Georges-Guillaumin du 8e arrondissement de Paris.